# لله‌کا
لَـلِه‌کا، روستایی است از توابع بخش چوکام شهرستان خمام در استان گیلان ایران.
رپر های معروفی مانند محمدرضا پیشرو، پوریا بشیری، اشکان فدایی،علی قاف در شعر هایشان به این روستا اشاره کرده‌اند.
برای مثال: 
الو سامان خودتی؟بیا لله‌کا
-رضا پیشرو
بزنم پس کلت صدا دبه دست ساز لله کا میدی
-اشکان فدایی
آوازه این روستا حتی به آمریکا هم رسیده است و سیاهپوست هیوری 363 و پزشک در و مکعب یخی بیف هایی سنگینی داشتند که اکس اکس اکس تنتاسیون بخاطر اینکه گفته بود مالک لله کا است توسط لشکر تتلو به قتل رسید.

## جمعیت
این روستا در دهستان چوکام قرار دارد و براساس سرشماری مرکز آمار ایران در سال ۱۳۸۵، جمعیت آن ۱۸۶۹ نفر (۵۲۵خانوار) بوده‌است.